# Chong Ch'ol (krater)
Chong Ch'ol är en nedslagskrater på planeten Merkurius. Chong Ch'ol är ungefär 143 kilometer i diameter.
1979 namngavs den efter den koreanska poeten Jeong Cheol.